# Cala de Binissafúller
La cala de Binissafúller (pron. local [binisafua]) està situada al sud del municipi de Sant Lluís, a la costa meridional de Menorca. Es troba entre el Cap d'en Font i Binissafúller Roters i una mica més a l'est es troba el famós poble de pescadors. És una cala semiurbana de 169 habitants, d'arena blanca, típica del sud de l'illa, i d'aigües tranquil·les.
És a 5,5 km del municipi de Sant Lluís, a la urbanització de Binissafúller, coneguda com una zona d'estiueig.
És una cala llarga, d'uns 85 metres de llarg per 50 d'ample, que acaba amb una platja de 50 m de llarg per 20 m d'ample, una platja típica del sud de l'illa, d'arena blanca, molt acollidora per les seves petites dimensions i les casetes antigues i petites de la vorera. La seva aigua és clara i el fons està format per sorra i pedres, on també podrem trobar diversitat de peixos.
Té pàrquing gratuït, però no té servei de creu roja ni de salvament.